# روث آدلر
روث مارغريت آدلر (أوبنهايمر قبل الزواج) (1 أكتوبر 1944 – 18 فبراير 1994)، نسوية إسكتلندية، ومناصرة لحقوق الإنسان، ومؤيدة لحقوق الطفل.
أسست مكتب منظمة العفو الدولية في اسكتلندا، وكانت أول موظفة تعمل لصالحهم في اسكتلندا عام 1991. كانت عضوًا مؤسسًا في منظمة رعاية المرأة الاسكتلندية عام 1974، وعضوًا في لجنة أطفال منطقة لوثان، وساعدت على تأسيس المركز الإسكتلندي للقوانين الخاصة بالأطفال.

## حياتها
انتقل والدا روث، تشارلوت ورودولف أوبنهايمر، من ألمانيا إلى بريطانيا لاجئَين في ثلاثينيات القرن العشرين. وُلدت روث في ديفون، حيث تمركز والدها في أثناء الحرب.
درست الفلسفة والسياسة والاقتصاد في جامعة سومرفيل في أوكسفورد، والماجستير في الفلسفة في جامعة لندن. انتقلت إلى اسكتلندا في ستينيات القرن العشرين مع زوجها وأطفالها، وأصبحت مدرّسة بدوام جزئي في قسم الفلسفة في جامعة إدنبرة لعدة سنوات قبل أن تحصل على درجة الدكتوراه في الحقوق. تأثرت كثيرًا بمشرفها نيل ماك كورميك. كانت تتحدث كلًا من الإنجليزية والألمانية، وبعد الحصول على درجة الدكتوراه، تعاونت مع نيل على ترجمة عدد من الكتب من الألمانية إلى الإنجليزية من تأليف كبار الفلاسفة القانونيين التشيكيين (أوتا وينبيرغر) والألمان (روبرت أليكسي، وغينتير توبنر).
ساعدت على إنشاء أول قاعدة بيانات شاملة للقوانين الخاصة بالأطفال في اسكتلندا في أثناء عملها لصالح المركز الإسكتلندي للقوانين الخاصة بالأطفال. كانت حاكمة وقاضية سلام. منذ عام 1987 وحتى عام 1991، كانت مسؤولة عن التحقق من الشكاوي الواردة ضد المحامين بصفتها مساعدة للمشرف على الأوضاع في اسكتلندا.
بصفتها عضوًا بارزًا في المجتمع اليهودي في إدنبرة، شغلت منصب محررة صحيفة إيدنبرغ ستار، وأمينة سر ورئيسة (1998) للجمعية الأدبية اليهودية في إدنبرة.

## أعمالها
كان موضوع أطروحة الدكتوراه الخاصة بها (1983) هو التدخل القانوني في حياة الأطفال، ونُشرت في كتاب عام 1985 بعنوان أخذ عدالة الأحداث على محمل الجد.

## إرثها
يصف نعي آدلر في صحيفة ذي إندبندنت اهتماماتها الثلاثة الشغوفة:
«سيطرت ثلاثة اهتمامات رئيسية على حياتها: العدالة، والأطفال، وعائلتها. وبذلت من أجلها ذكاءً هائلًا، وطاقة لا تفتر، وإصرارًا منقطع النظير، وبالإضافة إلى ذلك كله، كرمًا روحيًا ولطفًا محبًا. ترك شغفها هذا أثرًا على حياة عدد لا يُحصى من الناس».
توجد لوحة مُهداة إلى روث آدلر في حديقة روضة جامعة إدنبرة.
ترعى كلية الحقوق في جامعة إدنبرة محاضرة سنوية تذكارية لروث آدلر تتناول حقوق الإنسان، ومن بين المحاضرين البارزين: شامي تشاكرابارتي عام 2016، السيد ستيفن سيدلي (2015)، والبروفسور كريستوفر ماكرودين (2013)، والبرفسور كونور جيرتي (2009).
تُمنح جائزة روث آدلر سنويًا إلى أفضل طالب في مقرر التفكير القانوني النقدي العادي.